# Mark Eaton
Mark E. Eaton (Westminster, 24 de janeiro de 1957 – 28 de maio de 2021) foi um basquetebolista norte-americano. Jogou no Utah Jazz de 1982 a 1993. Famoso por sua altura 2,26m, ele a usava muito bem dando vários tocos nos seus adversários. Foi All-Star em 1989, e melhor jogador de defesa em 1985 e 1989. Ele é o jogador com maior média de tocos na história da NBA, (3.5).
Eaton morreu em 28 de maio de 2021, aos 64 anos de idade.